# Camp d’Artus

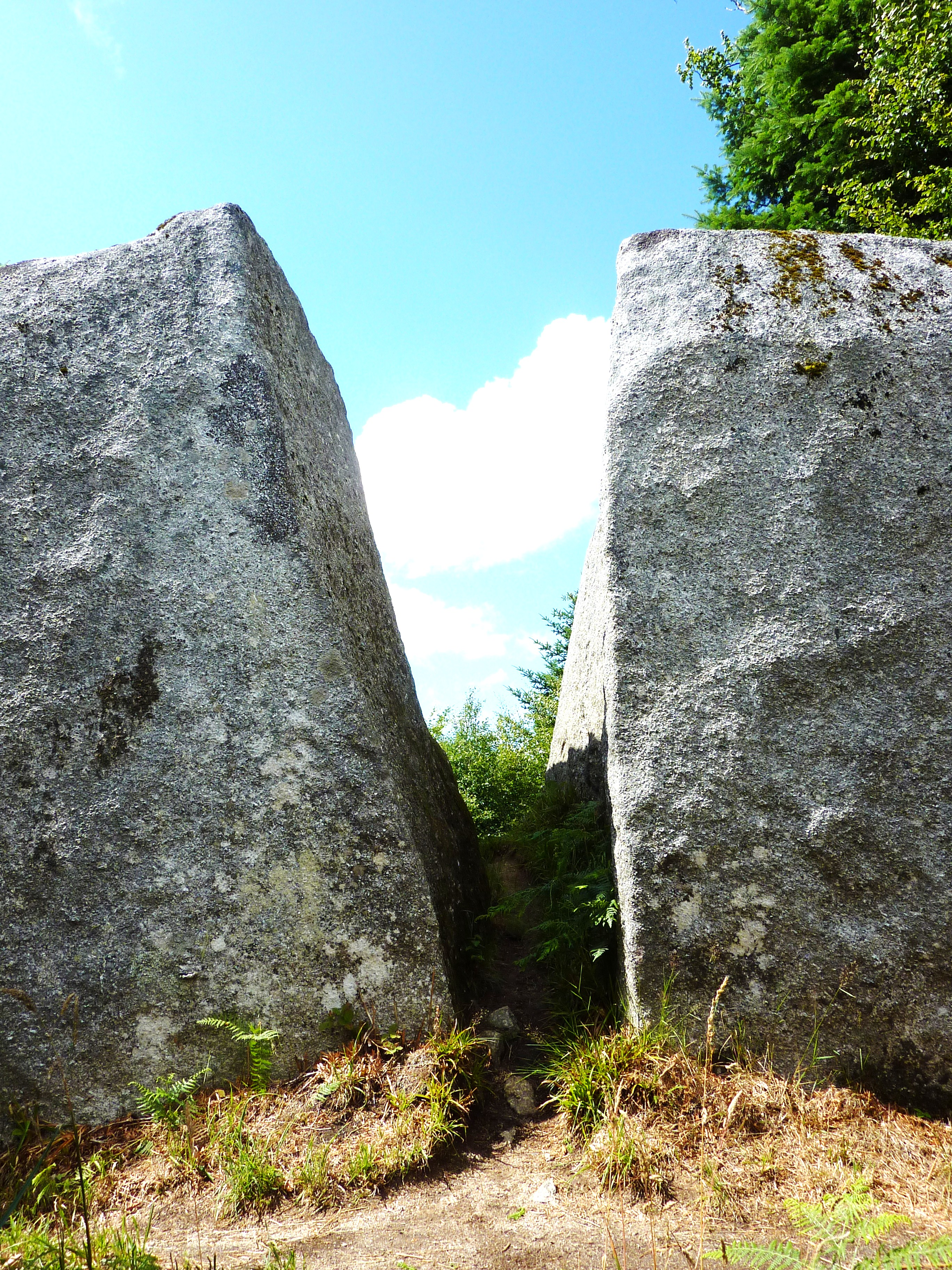
Zugang zwischen Natursteinblöcken

Das 1938 ausgegrabene keltische Oppidum Camp d’Artus liegt im etwa 2500 Hektar großen Wald nordöstlich der Stadt Huelgoat (bretonisch für „oberer Wald“) im Département Finistère in der Bretagne in Frankreich. Camp d’Artus war eine befestigte Stadt der gallischen Osismier, die von den Legionen Caesars erobert wurde. Ihre Ursprünge werden auf das dritte Jahrhundert vor Christus datiert. 
Der englische Archäologe Mortimer Wheeler (1890–1976) ergrub Mitte der 1930er-Jahre Reste von Häusern und Hausfundamente und stellte Ähnlichkeiten fest zu seiner Ausgrabung von Maiden Castle, einer eisenzeitlichen Ansiedlung in England.
Der Name Camp d’Artus stammt aus dem Volksglauben und bezieht sich auf riesige Granitblöcke und Reste von Befestigungsanlagen, die für eine Residenz des sagenhaften Königs Artus gehalten wurden. Der Name findet seit dem späten 18. Jahrhundert urkundliche Erwähnung.

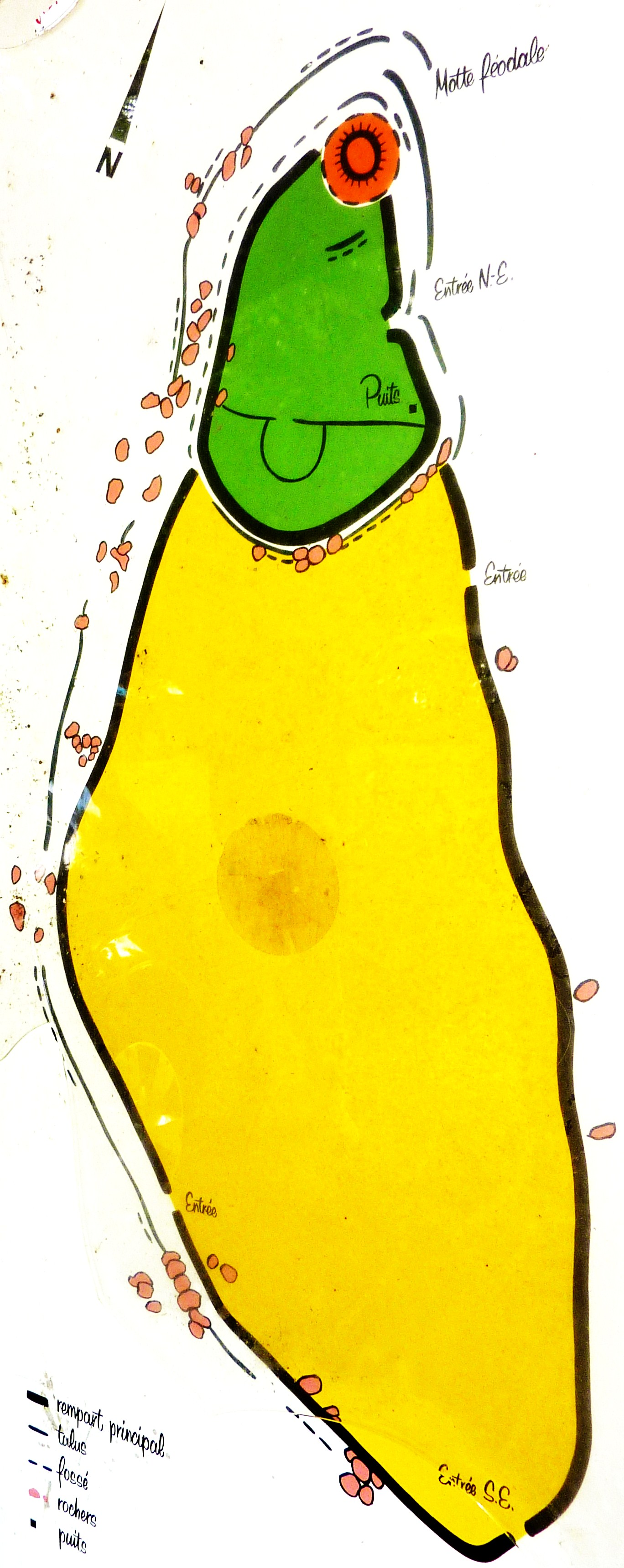
Plan des Camp d’Artus

Die Anlage erstreckt sich auf einer Fläche von etwa 30 Hektar auf einem Plateau und besteht aus zwei angrenzenden Bereichen:
- Die kleinere, nördlichere und höher gelegene Einhegung besteht aus einem gallischen Wall. An seiner Nordspitze befindet sich eine ursprünglich etwa 12 Meter hohe mittelalterliche Motte, im Osten befand sich ein Tor.
- Der tiefer gelegene südliche Bereich wird von einer Berme von etwa 2 Kilometern Umfang gebildet.

In der Nähe liegen der Dolmen Ti Ar Boutiged, der etwa 8 Meter hohe Menhir du Cloître, der etwa 6 Meter hohe Menhir von Kerampeulven und der 1,55 m hohe Menhir d’Artus (auch „Menhir de la Grotte d’Artus“ oder „Mare aux Sangliers“ genannt).
Nordöstlich von Huelgoat liegt auch die Grotte d'Artus.